# Josef Wiesel
Josef Heinrich Wiesel (ur. 25 czerwca 1876 w Wiedniu, zm. 18 grudnia 1928) – austriacki lekarz, internista.
Studiował na Uniwersytecie Wiedeńskim, tytuł doktora medycyny otrzymał w 1901 roku, w 1908 roku habilitował się i wykładał na macierzystej uczelni. Od 1917 roku prymariusz Szpitala Franciszka Józefa. W 1921 roku został profesorem asystentem. Zajmował się przede wszystkim nadnerczami, przedstawił metodę barwienia komórek chromafinowych (metoda Wiesela). Opisał też splot nerwowy serca, dawniej nazywany splotem Wiesela (Wiesel paraganglion).